# Adalberto di Passavia
Adalberto (... – 15 giugno 970) fu il vescovo di Passavia dal 946 alla morte.
Durante il suo vescovado ebbe luogo la fatidica battaglia sul Lechfeld del 955, in cui il successivo imperatore Ottone I riuscì a sconfiggere gli Ungari. Per la diocesi di Passavia significò che poté di nuovo esercitare la sua influenza nella terra sotto l'Enns.